# Choi Min-sik
Choi Min-Sik (en hangul, 최민식) es un actor surcoreano. Se hizo un nombre en el mundo del teatro antes de aparecer en la gran pantalla. Su primera aparición en esta fue en 1989 con Kuro Arirang. Sin embargo, su primer éxito no llegó hasta 1992 con la aclamada Our Twisted Hero. La fama a nivel mundial le llegó con el papel protagonista de la película surcoreana Old Boy (2003), dirigida por Chan Wook Park, inspirada en el manga japonés del mismo nombre. Es considerado uno de los mejores actores de Corea del Sur, tanto a nivel nacional como internacional.

## Infancia y educación
Choi nació en Seúl el 27 de abril de 1962, durante su infancia en la capital de Corea del Sur, le diagnosticaron tuberculosis mientras cursaba tercer grado. El doctor le dijo que no tenía oportunidades de sobrevivir, pero la familia se mudó a la montaña negándose al diagnóstico del doctor, lo que hizo mejorar su enfermedad.
Se graduó con una licenciatura en teatro en la Universidad Dongguk. Choi primero se hizo un nombre en el mundo del teatro antes de irrumpir en la gran pantalla.
Es el segundo de cuatro hermanos, de los cuales el tercero, Choi Kwang-il, también es actor. Los otros dos hermanos son pintores.

## Carrera profesional
Choi Min-sik comenzó a actuar en teatro cuando estaba en tercer curso de enseñanza secundaria. Después ingresó en el Departamento de Teatro y Cine de la Universidad de Dongguk.
Su debut cinematográfico fue en 1989 con Kuro Arirang, dirigida por Park Jong-won, y ese mismo año apareció en Falling has wings  con el papel de un estudiante de arte amigo del protagonista. También en 1989 actuó en la serie de KBS The Years of Ambition, gracias a que la autora de la serie insistió en contratar a un actor nuevo. Con esa serie comenzó a ser un rostro popular.
En los 90 continuó con sus actuaciones teatrales además de aparecer en varias series televisivas entre la que se encuentra "Moon Over Seul" un éxito compartido con Han Suk Kyu.
En el año 1997 volvió al cine, interpretando a un investigador de policía en No. 3 de Song Neung Han. Un año después aparecería en The Quiet Family pero fue en 1999 cuando su popularidad subió como la espuma debido a su actuación como un terrorista norcoreano en el éxito nacional Shiri, interpretación que le dio el premio a mejor actor en los Grand Bell Awards, Premio Cinematográfico Daejong al Mejor Actor en 1999, Premio Cinematográfico Asia-Pacífico al Mejor Actor Secundario en 2000 y Premio Cinematográfico Cheongnyong al Mejor Actor en 2002.
Ese mismo año y después de protagonizar Hamlet en el teatro, encarnó a un hombre que descubre la infidelidad de su mujer en Happy End.
Dos años después participaría con Cecilia Cheung en el melodrama Failan, respuesta coreana a Love Letter. El año siguiente sería Jang Seung Up, el famoso pintor coreano en la película Chihwaseon de Im Kwon-taek, la cual arrasaría en Francia ese mismo año ganando un premio en el Festival de Cannes y quedando 8.ª en el top de una prestigiosa cadena de televisión.
Un año después, volvió a pasearse por la alfombra roja de Cannes con Oldboy bajo el brazo, película que le ofreció reconocimiento internacional bajo la dirección de Chan Wook Park. Desde entonces hasta el 2005, apareció en tres películas más: Springtime , Crying Fist y Sympathy For Lady Vengeance

## Filmografía

### Películas
| Año  | Título                               | Papel                 | Notas                 | Ref.              |
| ---- | ------------------------------------ | --------------------- | --------------------- | ----------------- |
| 1989 | Kuro Arirang                         | Jin-seok              |                       |                   |
| 1990 | That Which Falls Has Wings           | Tae-sik               |                       |                   |
| 1992 | Our Twisted Hero                     | Kim Jung-won          |                       |                   |
| 1992 | May Our Love Stay This Way           | Joon-hyuk             |                       |                   |
| 1993 | Sara is Guilty                       | profesor de música    |                       |                   |
| 1995 | Mom, the Star, and the Sea Anemone   |                       | cameo                 |                   |
| 1997 | No. 3                                | Ma Dong-pal           |                       |                   |
| 1998 | The Quiet Family                     | Kang Chang-gu         |                       |                   |
| 1999 | Shiri                                | Park Mu-young         |                       |                   |
| 1999 | Happy End                            | Seo Min-ki            |                       |                   |
| 2001 | Failan                               | Lee Kang-jae          |                       |                   |
| 2002 | Chi-hwa-seon                         | Jang Seung-up         |                       |                   |
| 2003 | Oldboy                               | Oh Dae-su             |                       |                   |
| 2004 | Taegukgi                             | comandante norcoreano | cameo                 |                   |
| 2004 | Springtime                           | Hyun-woo              |                       |                   |
| 2005 | Crying Fist                          | Kang Tae-sik          |                       |                   |
| 2005 | Sympathy for Lady Vengeance          | Baek Han-sang         |                       |                   |
| 2009 | Himalaya, Where the Wind Dwells      | Choi                  |                       |                   |
| 2010 | I Saw the Devil                      | Jang Kyung-chul       |                       |                   |
| 2011 | Leafie, A Hen into the Wild          | Drifter (voz)         | película de animación |                   |
| 2011 | Ari Ari the Korean Cinema            | él mismo              | cameo                 |                   |
| 2012 | Nameless Gangster: Rules of the Time | Choi Ik-hyun          |                       |                   |
| 2013 | New World                            | Kang Hyung-chul       |                       |                   |
| 2013 | In My End Is My Beginning            | doctor (voz)          | cameo                 |                   |
| 2014 | Lucy                                 | Mr. Jang              |                       |                   |
| 2014 | The Admiral: Roaring Currents        | almirante Yi Sun-shin |                       |                   |
| 2015 | The Tiger: An Old Hunter's Tale      | Chun Man-duk          |                       |                   |
| 2016 | Old Days                             | él mismo              | documental            |                   |
| 2017 | The Mayor                            | Byeon Jong-gu         |                       |                   |
| 2017 | Heart Blackened                      | Im Tae-san            |                       |                   |
| 2019 | The Battle: Roar to Victory          | General Hong Beom-do  | cameo                 |                   |
| 2019 | Forbidden Dream                      | Jang Yeong-sil        |                       |                   |
| 2020 | Heaven: To the Land of Happiness     |                       |                       | [ 4 ] [ 5 ]       |
| 2022 | In Our Prime                         | Ri Hak-sung           |                       | [ 6 ]             |
| 2024 | Exhuma                               | Kim Sang-deok         |                       | [ 7 ] [ 8 ] [ 9 ] |

### Series de televisión
| Año     | Título              | Papel          | Canal   | Ref.   |
| ------- | ------------------- | -------------- | ------- | ------ |
| 1990    | Years of Ambition   | Kuchon         | KBS 2TV |        |
| 1992    | The Beloved         | Lee Dong-wook  | KBS 1TV |        |
| 1992    | Sons and Daughters  |                | MBC     |        |
| 1993    | The Burning River   |                | MBC     |        |
| 1993    | Ilwol               |                | KBS     |        |
| 1994    | The Moon of Seoul   | Park Chun-seob | MBC     |        |
| 1994    | The Last Lover      |                | MBC     |        |
| 1995    | Till We Meet Again  | Han Suk-jin    | SBS     |        |
| 1995    | The Fourth Republic | Kim Dae-joong  | MBC     |        |
| 1996    | Their Embrace       | Ahn Dong-chul  | MBC     |        |
| 1996    | Dad Is the Boss     |                | SBS     |        |
| 1997    | Love and Separation | Kim Chan-gi    | MBC     |        |
| 1997    | Miss and Mister     |                | SBS     |        |
| 2022-23 | La gran apuesta     | Cha Mu-sik     | Disney+ | [ 10 ] |

### Teatro
- The Pillowman (2007).
- Leave When They're Applauding (2000).
- Hamlet (1999).
- Taxi Driver (1997).
- Equus (1990).

## Premios recibidos
| Año  | Premio                                         | Categoría                         | Papel                                | Resultado | Ref.   |
| ---- | ---------------------------------------------- | --------------------------------- | ------------------------------------ | --------- | ------ |
| 1990 | KBS Drama Awards                               | Mejor actor revelación            | Years of Ambition                    | Ganador   |        |
| 1992 | 13th Blue Dragon Film Awards                   | Mejor actor de reparto            | Our Twisted Hero                     | Nominado  |        |
| 1993 | 31st Grand Bell Awards                         | Mejor actor de reparto            | Our Twisted Hero                     | Nominado  |        |
| 1993 | 38th Asia Pacific Film Festival                | Mejor actor de reparto            | Our Twisted Hero                     | Ganador   |        |
| 1994 | MBC Drama Awards                               | Premio a la gran excelencia Actor | The Moon of Seoul                    | Nominado  |        |
| 1997 | 21st Seoul Theater Festival                    | Mejor actor                       | Taxi Driver                          | Ganador   |        |
| 1997 | 35th Grand Bell Awards                         | Mejor actor de reparto            | No. 3                                | Nominado  |        |
| 1999 | 22nd Golden Cinematography Awards              | Actor más popular                 | Shiri                                | Ganador   |        |
| 1999 | 35th Baeksang Arts Awards                      | Mejor actor (cine)                | Shiri                                | Ganador   |        |
| 1999 | 36th Grand Bell Awards                         | Mejor actor                       | Shiri                                | Ganador   |        |
| 1999 | 20th Blue Dragon Film Awards                   | Mejor actor                       | Shiri                                | Nominado  |        |
| 1999 | 2nd Director's Cut Awards                      | Mejor actor                       | Happy End                            | Ganador   |        |
| 2000 | 45th Asia Pacific Film Festival                | Mejor actor                       | Happy End                            | Ganador   |        |
| 2001 | 2nd Busan Film Critics Awards                  | Mejor actor                       | Failan                               | Ganador   | [ 11 ] |
| 2001 | 22nd Blue Dragon Film Awards                   | Mejor actor                       | Failan                               | Ganador   | [ 12 ] |
| 2001 | 21st Korean Association of Film Critics Awards | Mejor actor                       | Failan                               | Ganador   |        |
| 2001 | 4th Director's Cut Awards                      | Mejor actor                       | Failan                               | Ganador   |        |
| 2002 | 38th Baeksang Arts Awards                      | Mejor actor (cine)                | Failan                               | Nominado  |        |
| 2002 | 39th Grand Bell Awards                         | Mejor actor                       | Failan                               | Nominado  |        |
| 2002 | 4th Deauville Asian Film Festival              | Mejor actor                       | Failan                               | Ganador   | [ 13 ] |
| 2002 | 23rd Blue Dragon Film Awards                   | Mejor actor                       | Chi-hwa-seon                         | Nominado  |        |
| 2003 | 24th Blue Dragon Film Awards                   | Mejor actor                       | Oldboy                               | Ganador   | [ 14 ] |
| 2004 | 40th Baeksang Arts Awards                      | Mejor actor (cine)                | Oldboy                               | Ganador   |        |
| 2004 | 41st Grand Bell Awards                         | Mejor actor                       | Oldboy                               | Ganador   | [ 15 ] |
| 2004 | 12th Chunsa Film Art Awards                    | Mejor actor                       | Oldboy                               | Ganador   | [ 16 ] |
| 2004 | 24th Korean Association of Film Critics Awards | Mejor actor                       | Oldboy                               | Ganador   | [ 17 ] |
| 2004 | 1st Max Movie Awards                           | Mejor actor                       | Oldboy                               | Ganador   |        |
| 2004 | 49th Asia Pacific Film Festival                | Mejor actor                       | Oldboy                               | Ganador   |        |
| 2004 | 7th Director's Cut Awards                      | Mejor actor                       | Oldboy                               | Ganador   |        |
| 2004 | 1st University Film Festival of Korea          | Mejor actor                       | Oldboy                               | Ganador   |        |
| 2004 | 3rd Korean Film Awards                         | Mejor actor                       | Oldboy                               | Ganador   | [ 18 ] |
| 2004 | 3rd Korean Film Awards                         | Mejor actor                       | Springtime                           | Nominado  |        |
| 2004 | 25th Blue Dragon Film Awards                   | Mejor actor                       | Springtime                           | Nominado  |        |
| 2005 | The Village Voice Annual Film Critics Poll     | Mejor trabajo, Rank #40           | Oldboy                               | Ganador   |        |
| 2005 | 9th Fantasia Festival                          | Mejor actor                       | Crying Fist                          | Ganador   | [ 19 ] |
| 2005 | 5th Korea World Youth Film Festival            | Actor favorito                    | Crying Fist                          | Ganador   |        |
| 2010 | 13th Director's Cut Awards                     | Mejor actor                       | I Saw the Devil                      | Ganador   |        |
| 2010 | 47th Grand Bell Awards                         | Mejor actor                       | I Saw the Devil                      | Nominado  |        |
| 2010 | 8th Korean Film Awards                         | Mejor actor                       | I Saw the Devil                      | Nominado  | [ 20 ] |
| 2011 | Scream Awards                                  | Best Villain                      | I Saw the Devil                      | Nominado  |        |
| 2012 | Fangoria Chainsaw Awards                       | Mejor actor                       | I Saw the Devil                      | Nominado  |        |
| 2012 | 48th Baeksang Arts Awards                      | Mejor actor (cine)                | Nameless Gangster: Rules of the Time | Nominado  |        |
| 2012 | 21st Buil Film Awards                          | Mejor actor                       | Nameless Gangster: Rules of the Time | Ganador   | [ 21 ] |
| 2012 | 6th Asia Pacific Screen Awards                 | Mejor actor                       | Nameless Gangster: Rules of the Time | Ganador   | [ 22 ] |
| 2012 | 49th Grand Bell Awards                         | Mejor actor                       | Nameless Gangster: Rules of the Time | Nominado  |        |
| 2012 | 33rd Blue Dragon Film Awards                   | Mejor actor                       | Nameless Gangster: Rules of the Time | Ganador   | [ 23 ] |
| 2013 | 4th KOFRA Film Awards                          | Mejor actor                       | Nameless Gangster: Rules of the Time | Ganador   | [ 24 ] |
| 2013 | 7th Asian Film Awards                          | Mejor actor                       | Nameless Gangster: Rules of the Time | Nominado  | [ 25 ] |
| 2013 | 7th Asian Film Awards                          | Actor favorito                    | Nameless Gangster: Rules of the Time | Nominado  |        |
| 2014 | 2nd Marie Claire Asia Star Awards              | Actor del año                     | The Admiral: Roaring Currents        | Ganador   |        |
| 2014 | 23rd Buil Film Awards                          | Mejor actor                       | The Admiral: Roaring Currents        | Nominado  |        |
| 2014 | 34th Korean Association of Film Critics Awards | Mejor actor                       | The Admiral: Roaring Currents        | Ganador   | [ 26 ] |
| 2014 | 51st Grand Bell Awards                         | Mejor actor                       | The Admiral: Roaring Currents        | Ganador   | [ 27 ] |
| 2014 | 4th SACF Artists of the Year Awards            | Gran Premio (Daesang)             | The Admiral: Roaring Currents        | Ganador   | [ 28 ] |
| 2014 | 35th Blue Dragon Film Awards                   | Mejor actor                       | The Admiral: Roaring Currents        | Nominado  |        |
| 2014 | 3rd Korea Film Actors Association Awards       | Premio Top Star                   | The Admiral: Roaring Currents        | Ganador   |        |
| 2015 | 6th KOFRA Film Awards                          | Mejor actor                       | The Admiral: Roaring Currents        | Ganador   | [ 29 ] |
| 2015 | 10th Max Movie Awards                          | Mejor actor                       | The Admiral: Roaring Currents        | Ganador   | [ 30 ] |
| 2015 | 20th Chunsa Film Art Awards                    | Mejor actor                       | The Admiral: Roaring Currents        | Nominado  | [ 31 ] |
| 2015 | 9th Asian Film Awards                          | Mejor actor                       | The Admiral: Roaring Currents        | Nominado  | [ 32 ] |
| 2015 | 51st Baeksang Arts Awards                      | Mejor actor (cine)                | The Admiral: Roaring Currents        | Nominado  |        |
| 2015 | 51st Baeksang Arts Awards                      | Gran Premio (Daesang) (cine)      | The Admiral: Roaring Currents        | Ganador   | [ 33 ] |
| 2016 | 21st Chunsa Film Art Awards                    | Mejor actor                       | The Tiger: An Old Hunter's Tale      | Nominado  |        |
| 2016 | 53rd Grand Bell Awards                         | Mejor actor                       | The Tiger: An Old Hunter's Tale      | Nominado  |        |
| 2017 | 6th Korea Film Actors Association Awards       | Premio Top Star                   | Heart Blackened                      | Ganador   | [ 34 ] |
| 2022 | 58th Baeksang Arts Award                       | Mejor actor (Cine)                | In Our Prime                         | Pendiente | [ 35 ] |